# Gramadinho
Gramadinho é um distrito do município brasileiro de Itapetininga, que integra a Região Metropolitana de Sorocaba, no interior do estado de São Paulo.

## História

### Origem
O distrito tem origem no bairro do Gramadinho, fundado no município de Itapetininga no final do século XIX.

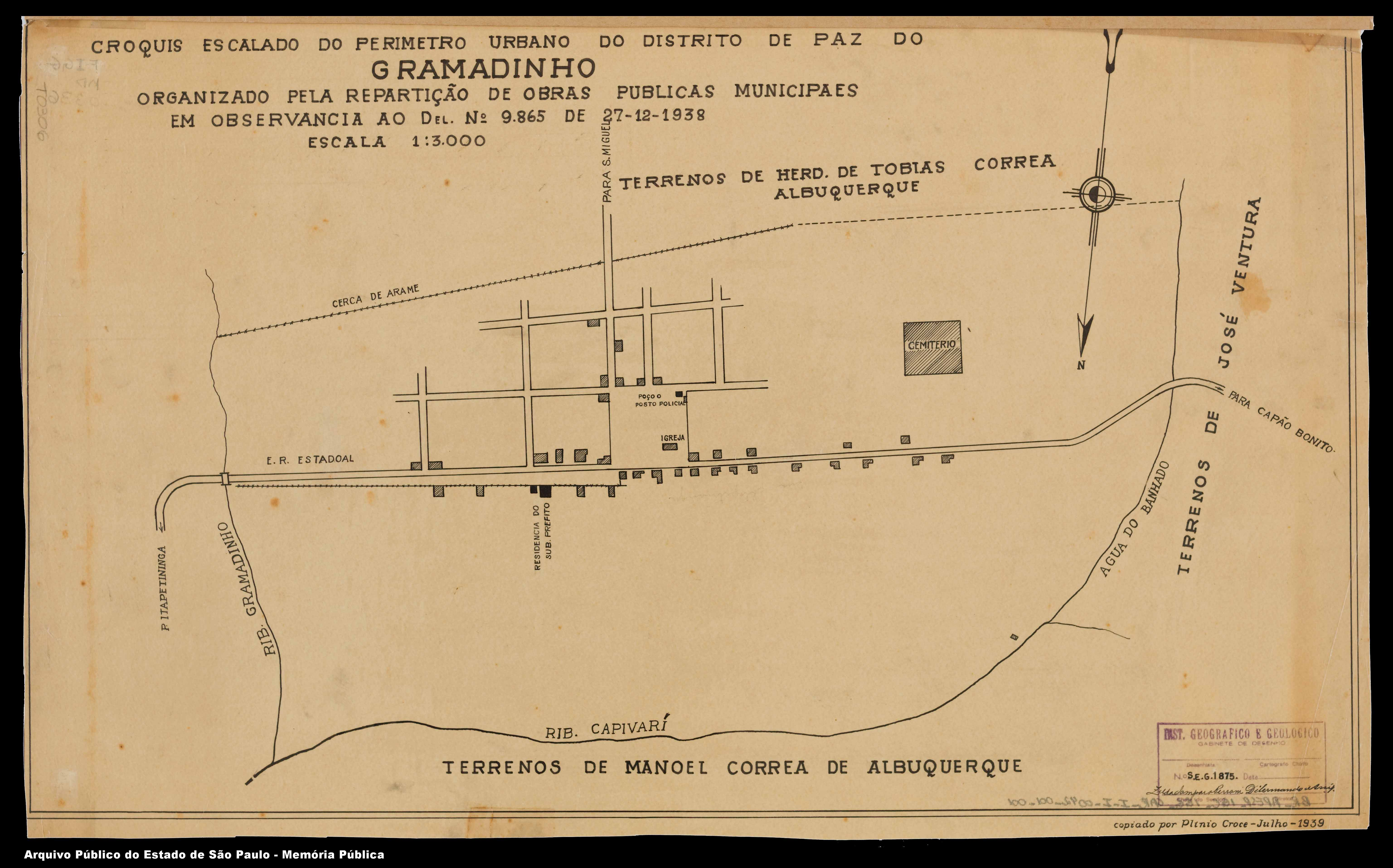
Planta da área urbana original.

### Fatos históricos
Gramadinho também foi palco da Revolução Constitucionalista de 1932, no setor sul de combate.

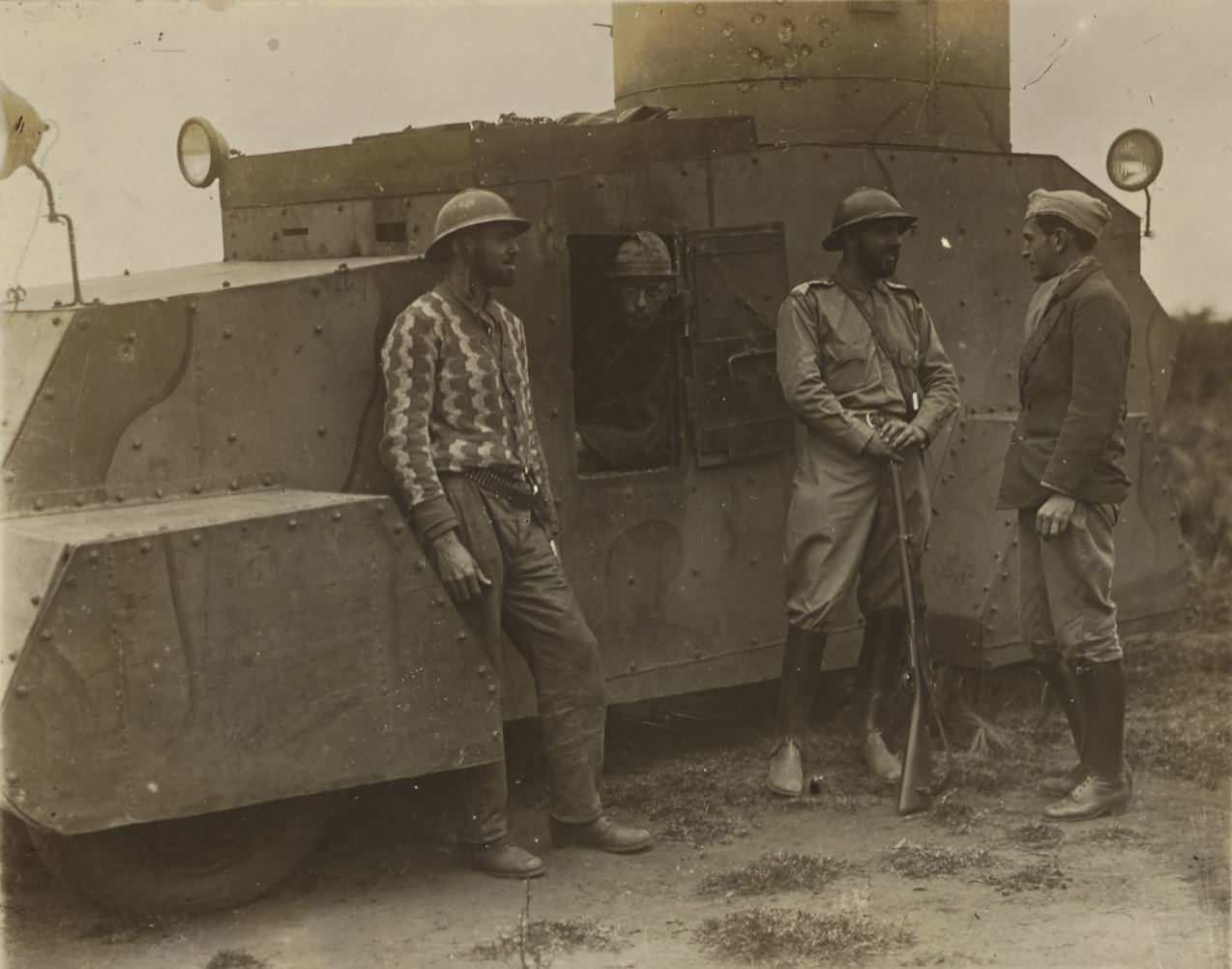
Autoblindado da tropa paulista em Gramadinho (setembro de 1932).

### Formação administrativa
- Distrito policial de Gramadinho criado em 21/02/1902, com sede na Capela do Bom Jesus do Gramadinho, no município de Itapetininga[3][4].
- Distrito criado pela Lei nº 1.410 de 30/12/1913[3][5].
- Pela Lei Complementar nº 5 de 19/01/1999 perdeu terras para a criação do distrito da Varginha[6].

## Geografia

### Demografia

#### População urbana
| Crescimento população urbana | Crescimento população urbana | Crescimento população urbana | Crescimento população urbana |
| Censo                        | Pop.                         |                              | %±                           |
| ---------------------------- | ---------------------------- | ---------------------------- | ---------------------------- |
| 1934                         | 221                          |                              |                              |
| 1940                         | 229                          |                              | 3,6%                         |
| 1950                         | 239                          |                              | 4,4%                         |
| 1960                         | 241                          |                              | 0,8%                         |
| 1970                         | 215                          |                              | −10,8%                       |
| 1980                         | 347                          |                              | 61,4%                        |
| 1991                         | 622                          |                              | 79,3%                        |
| 2000                         | 704                          |                              | 13,2%                        |
| 2010                         | 911                          |                              | 29,4%                        |
| Fonte: IBGE e Fundação SEADE |                              |                              |                              |

#### População total
Pelo Censo 2010 (IBGE) a população total do distrito era de 2 000 habitantes.

### Área territorial
A área territorial do distrito é de 105,839 km².

### Rodovias
Os principais acessos ao distrito são a Rodovia Professor Francisco da Silva Pontes (SP-127) e a Rodovia Santiago França (SP-139).

## Serviços públicos

### Registro civil
Atualmente é feito na sede do município, pois o Cartório de Registro Civil das Pessoas Naturais do distrito foi extinto pelo  Tribunal de Justiça do Estado de São Paulo, e seu acervo foi recolhido ao cartório do 1º subdistrito da sede.

### Saneamento
O serviço de abastecimento de água é feito pela Companhia de Saneamento Básico do Estado de São Paulo (SABESP).

### Energia
A responsável pelo abastecimento de energia elétrica é a CPFL Santa Cruz (antiga CPFL Sul Paulista), distribuidora do grupo CPFL Energia.

### Telecomunicações
O distrito era atendido pela Telecomunicações de São Paulo (TELESP), que inaugurou a central telefônica utilizada até os dias atuais. Em 1998 esta empresa foi vendida para a Telefônica, que em 2012 adotou a marca Vivo para suas operações.

## Religião
O Cristianismo se faz presente no distrito da seguinte forma:

### Igreja Católica
- A igreja faz parte da Diocese de Itapetininga[19].

### Igrejas Evangélicas
- Assembleia de Deus - O distrito possui congregação da Assembleia de Deus Ministério do Belém, vinculada ao Campo de Sorocaba[20][21].
- Congregação Cristã no Brasil[22].